# Arte católica

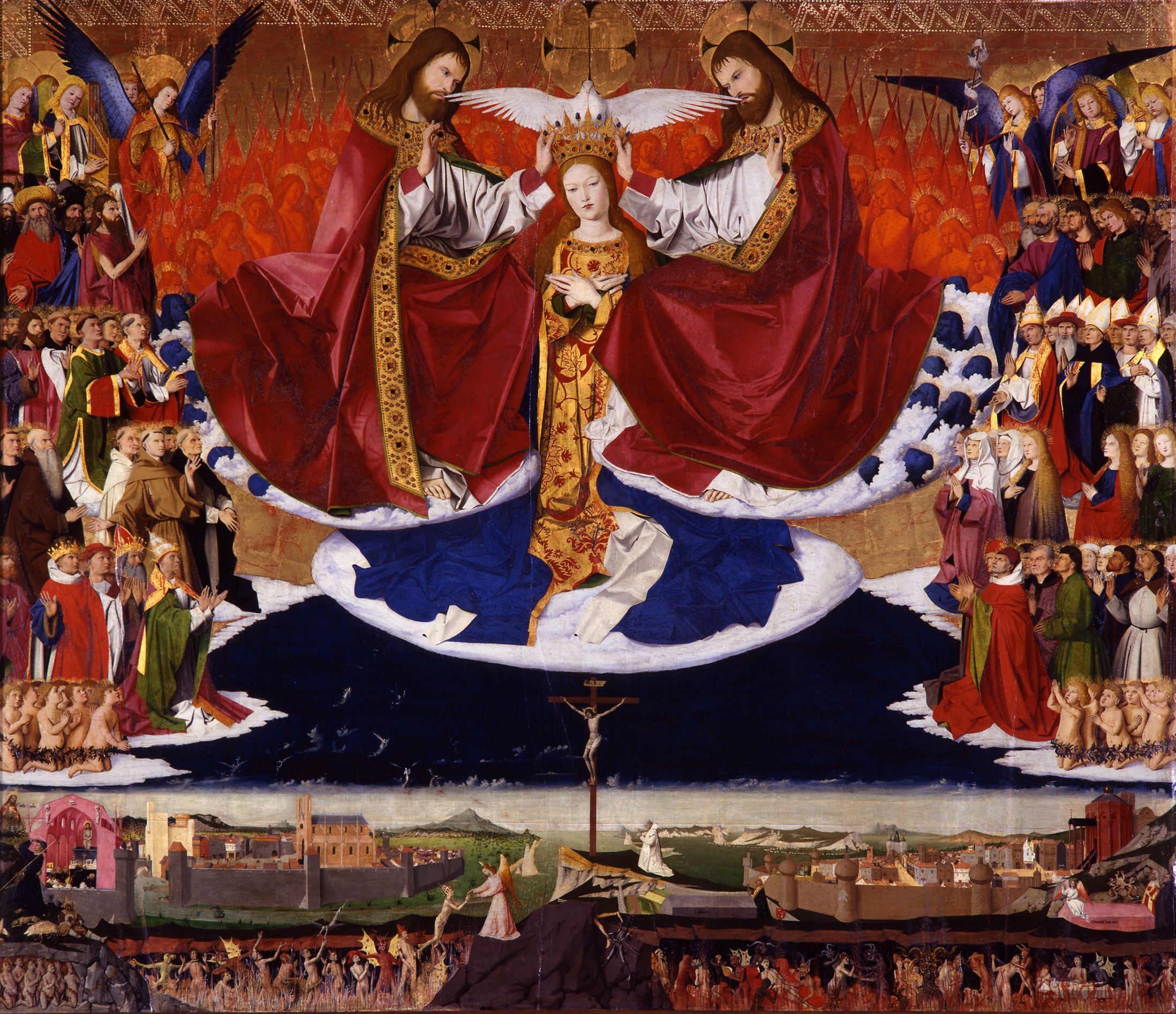
Coroação da Virgem - Enguerrand Quarton (1453-54)

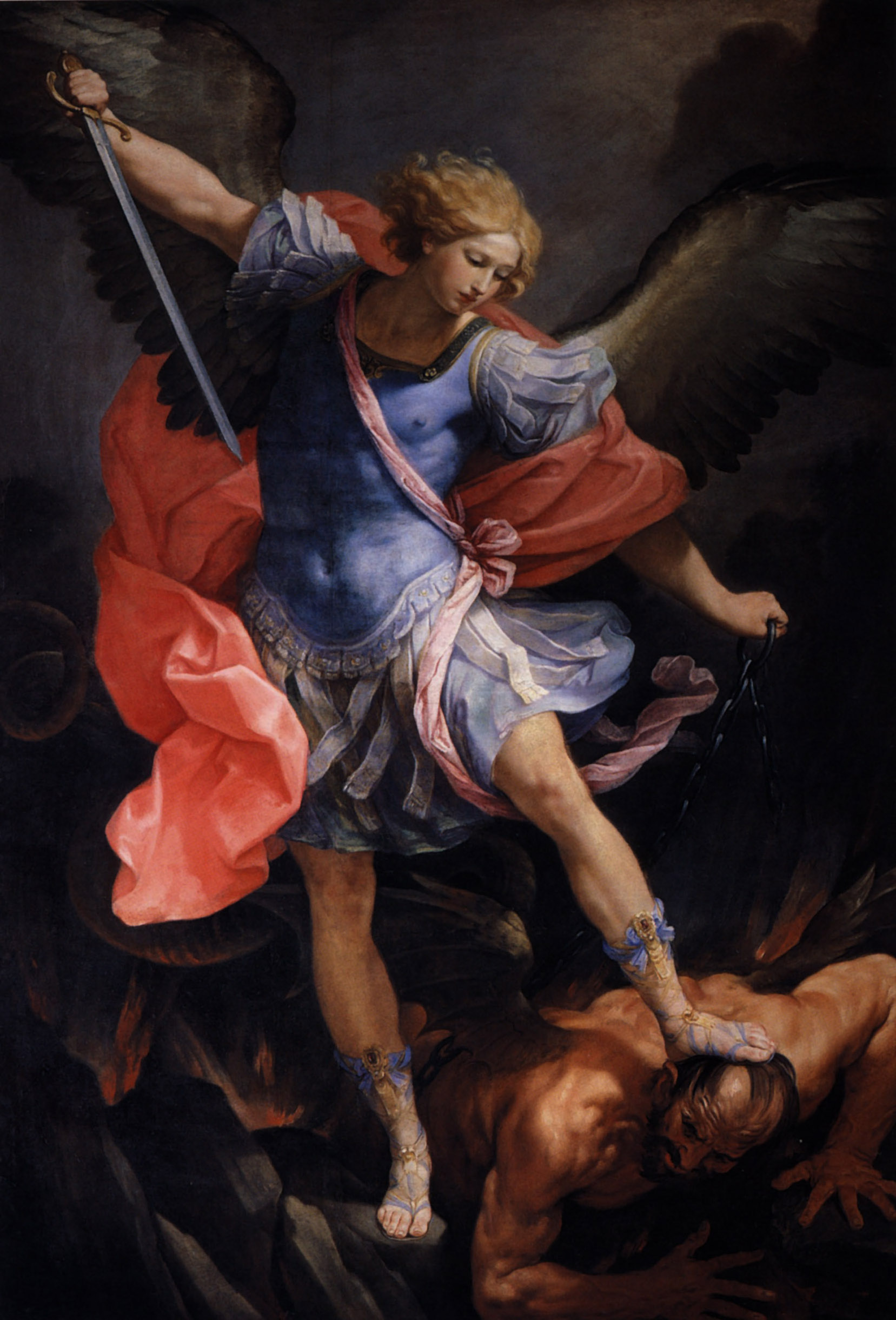
Guido Reni São Miguel Arcanjo - Santa Maria della Concezione dei Cappuccini.

Arte Católica é a arte produzida por ou para membros da Igreja Católica. Isso inclui arte visual (iconografia), escultura, artes decorativas, artes aplicadas e arquitetura. Em um sentido mais amplo, a música católica e outras artes também podem ser incluídas. 
As expressões da arte podem ou não tentar ilustrar, complementar e retratar de forma tangível o ensino católico. A arte católica tem desempenhado um papel de liderança na história e no desenvolvimento da arte ocidental desde, pelo menos, o século IV. O principal assunto da arte católica tem sido a vida e os tempos de Jesus Cristo, juntamente com as pessoas associadas a ele, incluindo seus discípulos, os santos e motivos da Bíblia.
As primeiras obras de arte sobreviventes são os afrescos pintados nas paredes das catacumbas e casas de reunião dos cristãos perseguidos do Império Romano. A Igreja em Roma foi influenciada pela arte romana e pelos artistas religiosos da época. Os sarcófagos de pedra dos cristãos romanos exibem a mais antiga estatuária esculpida sobrevivente de Jesus, da Virgem Maria e outras figuras bíblicas. A legalização do cristianismo com o Édito de Milão (313) transformou a arte católica, que adotou formas mais ricas, como mosaicos e manuscritos iluminados. A controvérsia iconoclasta dividiu brevemente a Igreja Ocidental e a Igreja Oriental, após o que o desenvolvimento artístico progrediu em direções separadas. A arte românica e a arte gótica floresceu na Igreja Ocidental à medida que o estilo de pintura e estatuária se movia em uma direção cada vez mais naturalista.
A Reforma Protestante no século XVI produziu novas ondas de destruição de imagens, às quais a Igreja Católica respondeu com os dramáticos e elaborados estilos barroco e rococó emotivos para enfatizar a beleza como transcendental. No século XIX, a liderança na arte ocidental se afastou da Igreja Católica que, depois de abraçar o revivalismo histórico, foi cada vez mais afetada pelo movimento modernista, um movimento que em sua "rebelião" contra a natureza contraria a ênfase da igreja na natureza como uma boa criação de Deus.

## Primeiras Manifestações

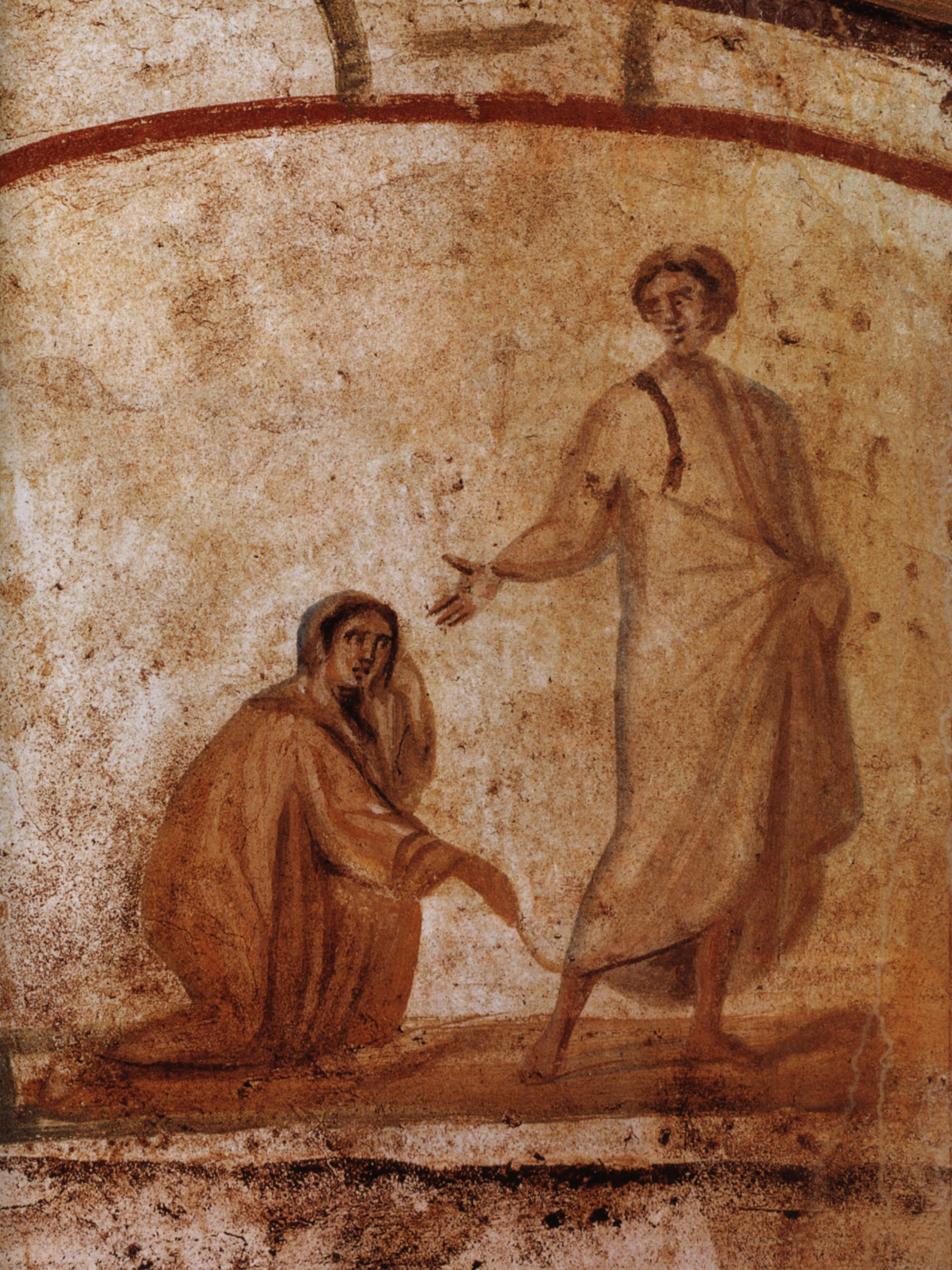
Jesus curando a mulher com sangramento

A arte cristã é quase tão antiga quanto o próprio cristianismo. As esculturas cristãs mais antigas são de sarcófagos romanos, datando do início do século II. Como uma seita perseguida, no entanto, as primeiras imagens cristãs eram arcanas e pretendiam ser inteligíveis apenas para os iniciados. Os primeiros símbolos cristãos incluem a pomba, o peixe, o cordeiro, a cruz, a representação simbólica dos Quatro Evangelistas e o Bom Pastor.  Os primeiros cristãos também adaptaram motivos decorativos romanos como o pavão, as videiras e o bom pastor. É nas Catacumbas de Roma que as representações reconhecíveis de figuras cristãs aparecem pela primeira vez em número. A igreja recém-escavada da casa de Dura Europo, nas fronteiras da Síria, data de cerca de 265 d.C. e guarda muitas imagens do período de perseguição. Os afrescos sobreviventes da sala de batistério estão entre as pinturas cristãs mais antigas. Podemos ver o "Bom Pastor", a "Cura do paralítico" e "Cristo caminhando sobre as águas". Um afresco muito maior mostra as duas Marias visitando o túmulo de Cristo.

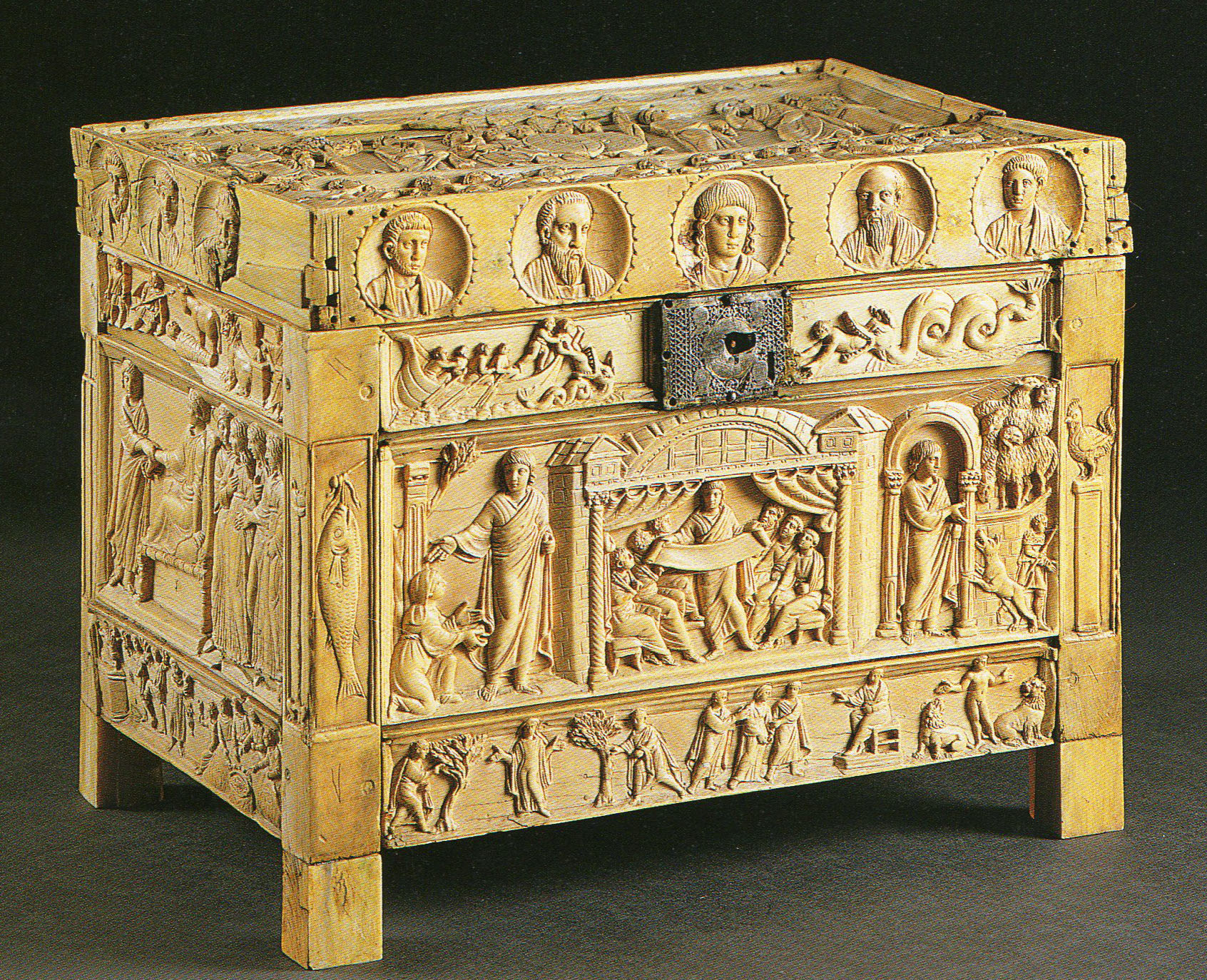
Lipsanoteca de Brescia

No século IV, o Édito de Milão permitiu o culto cristão público e levou ao desenvolvimento de uma arte cristã monumental.  Os cristãos foram capazes de construir edifícios para o culto maiores e mais bonitos do que os locais de reunião furtivos que eles vinham usando. As fórmulas arquitetônicas existentes para os templos eram inadequadas porque os sacrifícios pagãos ocorriam ao ar livre à vista dos deuses, com o templo, abrigando as figuras de culto e o tesouro, como pano de fundo. Como modelo arquitetônico para grandes igrejas, os cristãos escolheram a basílica, o edifício público romano usado para justiça e administração. Essas igrejas-basílicas tinham uma nave central com um ou mais corredores de cada lado e uma abside arredondada em uma extremidade: sobre esta plataforma elevada sentavam-se o bispo e os sacerdotes, e também o altar. Embora pareça que os primeiros altares foram construídos de madeira (como é o caso na Igreja de Dura Europo), os altares deste período foram construídos de pedra, e começaram a se tornar mais ricamente projetados. Materiais mais ricos agora poderiam ser usados para a arte, como os mosaicos que decoram Santa Maria Maggiore em Roma e as basílicas do século V de Ravena, onde as sequências narrativas começam a se desenvolver.
Grande parte da arte cristã é emprestada do imaginário imperial, incluindo Cristo em Majestade, e o uso da auréola como símbolo de santidade. A arte cristã da Antiguidade Tardia substituiu o naturalismo helenístico clássico por uma estética mais abstrata. O objetivo principal desse novo estilo era transmitir significado religioso em vez de renderizar objetos e pessoas com precisão. Perspectiva realista, proporções, luz e cor foram ignoradas em favor da simplificação geométrica, perspectiva reversa e convenções padronizadas para retratar indivíduos e eventos. Ícones de Cristo, da Virgem Maria e os santos, esculturas em marfim e manuscritos iluminados tornaram-se meios importantes – ainda mais importantes em termos de compreensão moderna, já que quase todas as poucas obras sobreviventes, além de edifícios, do período consistem nesses objetos portáteis.

## Arte Católica Bizantina e Oriental

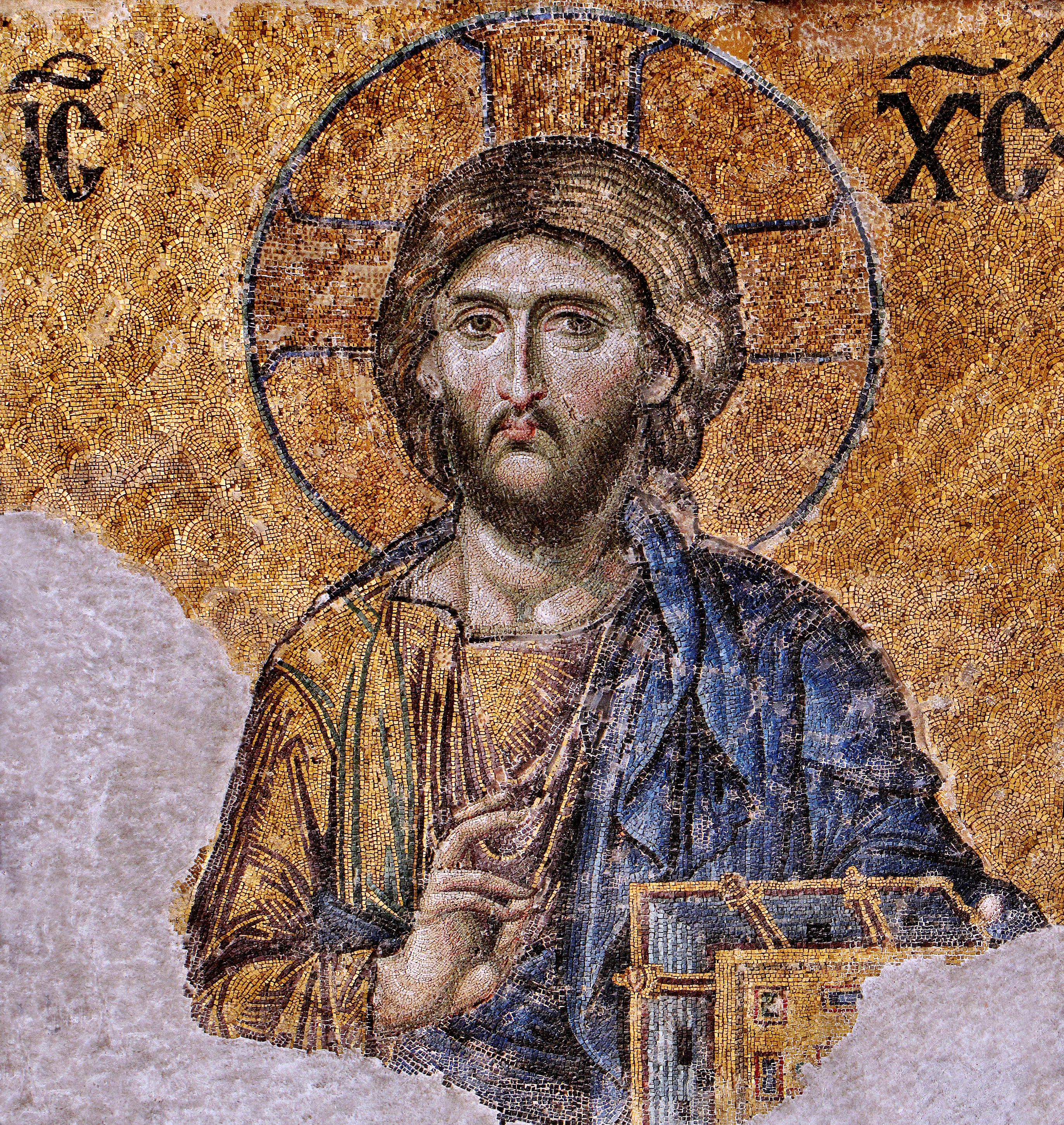
Um dos mais famosos mosaicos bizantinos sobreviventes da Basílica de Santa Sofia em Constantinopla – a imagem de Cristo Pantocrator nas paredes da galeria sul superior, Cristo sendo ladeado pela Virgem Maria e São João Batista; c. 1261; 4,08 x 4,2 m

A dedicação de Constantinopla como capital em 330 d.C. criou um grande novo centro artístico cristão para o Império Romano do Oriente, que logo se tornou uma unidade política separada. As principais igrejas constantinopolitanas construídas sob o Imperador Constantino e seu filho, Constâncio II, incluíam as fundações originais de Santa Sofia e da Igreja dos Santos Apóstolos. À medida que o Império Romano do Ocidente se desintegrou e foi tomado por povos "bárbaros", a arte do Império Bizantino atingiu níveis de sofisticação, poder e arte nunca antes vistos na arte cristã, e estabeleceu os padrões para as partes do Ocidente ainda em contato com Constantinopla.
Essa conquista foi conferida pela polêmica sobre o uso de imagens gravadas e a interpretação adequada do Segundo Mandamento, que levou à crise de iconoclastia ou destruição de imagens religiosas, que abalou o Império entre 726 e 843. A restauração do iconodulismo ortodoxo resultou em uma padronização rigorosa do imaginário religioso dentro da Igreja Ortodoxa. A arte bizantina tornou-se cada vez mais conservadora, pois a própria forma das imagens, muitas com origem divina ou que se pensava terem sido pintadas por São Lucas ou outras figuras, era considerada como tendo um status não muito distante do de um texto bíblico. Eles poderiam ser copiados, mas não melhorados. Como uma concessão ao sentimento iconoclasta, a escultura religiosa monumental foi efetivamente proibida. Nenhuma dessas atitudes foi mantida na Europa Ocidental, mas a arte bizantina teve grande influência lá até a Alta Idade Média, e permaneceu muito popular muito tempo depois, com um grande número de ícones da Escola Cretense exportados para a Europa até o Renascimento. Sempre que possível, artistas bizantinos foram emprestados para projetos como mosaicos em Veneza e Palermo. Os enigmáticos afrescos de Castelseprio podem ser um exemplo de trabalho de um artista grego que trabalhava na Itália.
A arte do catolicismo oriental sempre esteve bastante próxima da arte ortodoxa da Grécia e da Rússia e em países próximos ao mundo ortodoxo, notadamente a Polônia, a arte católica tem muitas influências ortodoxas. A Nossa Senhora de Częstochowa pode muito bem ter sido de origem bizantina – foi repintada e isso é difícil de dizer. Outras imagens certamente de origem grega, como a Salus Populi Romani e Nossa Senhora do Perpétuo Socorro, ambos ícones em Roma, são objeto de veneração específica há séculos.
Embora a influência tenha sido frequentemente resistida, especialmente na Rússia, a arte católica também afetou as representações ortodoxas em muitos aspectos, especialmente em países como a Romênia e na Escola Cretense pós-bizantina, que liderou a arte Igreja Ortodoxa Grega sob o domínio veneziano nos séculos XV e XVI. El Greco deixou Creta quando relativamente jovem, mas Michael Damaskinos retornou após um breve período em Veneza, e foi capaz de alternar entre os estilos italiano e grego. Mesmo o tradicionalista Teófanes, o Cretense, trabalhando principalmente no Monte Atos, no entanto, mostra inconfundível influência ocidental.

## Doutrina Católica sobre Imagens Sacras
A posição teológica católica sobre as imagens sacras permaneceu efetivamente idêntica àquela estabelecida no Libri Carolini, embora esta, a expressão medieval mais completa das visões ocidentais sobre as imagens, fosse de fato desconhecida durante a Idade Média. Foi preparado por volta de 790 para Carlos Magno depois que uma má tradução levou sua corte a acreditar que o Segundo Concílio de Niceia havia aprovado o culto a imagens, o que de fato não era o caso. O contragolpe católico estabeleceu um caminho intermediário entre as posições extremas da iconoclastia bizantina e os iconódulos, aprovando a veneração das imagens pelo que representavam, mas não aceitando o que se tornou a posição ortodoxa, que as imagens participavam em algum grau da natureza da coisa que representavam (uma crença que mais tarde ressurgiria no Ocidente no neoplatonismo renascentista).
Para a igreja ocidental, as imagens eram apenas objetos feitos por artesãos, para serem utilizados para estimular os sentidos dos fiéis, e para serem respeitados em prol do sujeito representado, não em si mesmos. Embora na prática devocional popular tenha sido frequentemente presente uma tendência a ir além desses limites, a igreja era, antes do advento da ideia de colecionar arte antiga, geralmente brutal na disposição de imagens não mais necessárias, para o pesar dos historiadores de arte. A maioria das esculturas monumentais do primeiro milênio que sobreviveram foram quebradas e reutilizadas como escombros na reconstrução de igrejas.
Em questões práticas relacionadas ao uso de imagens, em oposição ao seu lugar teórico na teologia, os Libri Carolini estavam no extremo anti-icônico do espectro das visões católicas, sendo, por exemplo, bastante desaprovadores do acendimento de velas antes das imagens. Tais pontos de vista eram frequentemente expressos por líderes individuais da igreja, como o famoso exemplo de São Bernardo de Claraval, embora muitos outros se inclinassem para o outro lado, e encorajassem e encomendassem arte para suas igrejas. Bernardo, na verdade, só se opunha a imagens decorativas em mosteiros que não eram especificamente religiosas, e pregadores populares como São Bernardino de Sena e Savonarola regularmente visavam imagens seculares de propriedade dos leigos.
A Igreja Católica, de fato, importou-se sempre com a expressão artística no enriquecimento ao culto. Do Concílio Vaticano II pronunciou-se da seguinte forma, na Sacrosanctum Concilium:
- - 122. Entre as mais nobres actividades do espírito humano estão, de pleno direito, as belas artes, e muito especialmente a arte religiosa e o seu mais alto cimo, que é a arte sacra. Elas tendem, por natureza, a exprimir de algum modo, nas obras saídas das mãos do homem, a infinita beleza de Deus, e estarão mais orientadas para o louvor e glória de Deus se não tiverem outro fim senão o de conduzir piamente e o mais eficazmente possível, através das suas obras, o espírito do homem até Deus. É esta a razão por que a santa mãe Igreja amou sempre as belas artes, formou artistas e nunca deixou de procurar o contributo delas, procurando que os objectos atinentes ao culto fossem dignos, decorosos e belos, verdadeiros sinais e símbolos do sobrenatural. A Igreja julgou-se sempre no direito de ser como que o seu árbitro, escolhendo entre as obras dos artistas as que estavam de acordo com a fé, a piedade e as orientações veneráveis da tradição e que melhor pudessem servir ao culto.

## Início da Idade Média
Enquanto a estrutura política do Império Romano do Ocidente entrou em colapso após a queda de Roma, a Igreja continuou a financiar a arte onde podia. As obras sobreviventes mais numerosas do período inicial são manuscritos iluminados, nesta data todos presumivelmente criados pelo clero, muitas vezes incluindo abades e outras figuras seniores. O híbrido monástico entre os estilos decorativos "bárbaros" e o livro na arte insular das Ilhas Britânicas do século VII seria enormemente influente na arte europeia pelo resto da Idade Média, fornecendo um caminho alternativo ao classicismo, transmitido ao continente pela missão hiberno-escocesa. Nesse período, o Evangeliário, com arte figurativa confinada principalmente aos retratos evangelistas, era geralmente o tipo de livro mais ricamente decorado; o Livro de Kells é o exemplo mais famoso.
O imperador Carlos Magno no século IX se propôs a criar obras de arte apropriadas ao status de seu Império revivido. A arte carolíngia e otoniana estava em grande parte confinada ao círculo da corte imperial e a diferentes centros monásticos, cada um dos quais tinha seu próprio estilo artístico distinto. Os artistas carolíngios conscientemente tentaram emular tais exemplos de arte bizantina e da antiguidade tardia que estavam disponíveis para eles, copiando manuscritos como a Cronografia de 354 e produzindo obras como o Saltério de Utrecht, que ainda divide os historiadores de arte quanto a se tratar de uma cópia de um manuscrito muito anterior, ou uma criação carolíngia original. Este, por sua vez, foi copiado três vezes na Inglaterra, por último em estilo gótico antigo.
Esculturas em marfim, muitas vezes para capas de livros, se baseavam nos dípticos da Antiguidade Tardia. Por exemplo, as capas frontal e traseira dos Códice Áureo de Lorsch são de um triunfo imperial do século VI, adaptado ao triunfo de Cristo e da Virgem. No entanto, eles também se basearam na tradição insular, especialmente para detalhes decorativos, enquanto melhoravam muito em termos de representação da figura humana. Cópias das escrituras ou livros litúrgicos ilustrados em pergaminho roxo e adornados com metais preciosos foram produzidos em abadias e conventos em toda a Europa Ocidental. Uma obra como o Stockholm Codex Aureus ("Livro de Ouro") pode ser escrita em folha de ouro sobre veludo roxo, imitando manuscritos imperiais romanos e bizantinos. A arte anglo-saxônica era muitas vezes mais livre, fazendo mais uso de desenhos de linhas vivas, e havia outras tradições distintas, como o grupo de extraordinários manuscritos moçárabes da Espanha, incluindo o Apocalipse de Saint-Sever, e aqueles em Girona e na Biblioteca Morgan.
Carlos Magno tinha um crucifixo em tamanho real com a figura de Cristo em metal precioso em sua Capela Palatina, em Aachen, e muitos desses objetos, todos agora desaparecidos, estão registrados em grandes igrejas anglo-saxônicas e em outros lugares. A Madona Dourada de Essen e algumas figuras menores do relicário são agora tudo o que resta desta tradição espetacular, completamente fora das normas bizantinas. Como a figura de Essen, estes eram presumivelmente todos feitos de finas folhas de ouro ou prata apoiadas por um núcleo de madeira.

## Arte Católica Românica
A arte românica, muito precedida pelo pré-românico, desenvolveu-se na Europa Ocidental a partir de aproximadamente 1000 d.C. até o surgimento do estilo gótico. A construção de igrejas foi caracterizada por um aumento na altura e no tamanho geral. Telhados abobadados eram sustentados por grossas paredes de pedra, pilares maciços e arcos arredondados. Os interiores escuros eram iluminados por afrescos de Jesus, da Virgem Maria e dos santos, muitas vezes baseados em modelos bizantinos.
Esculturas em pedra adornavam os exteriores e interiores, particularmente o tímpano acima da entrada principal, que muitas vezes apresentava um Cristo em Majestade ou em Juízo, e o grande crucifixo de madeira foi uma inovação alemã logo no início do período. Os capitéis das colunas também eram muitas vezes elaboradamente esculpidos com cenas figurativas. O conjunto de igrejas grandes e bem preservadas em Colônia, então a maior cidade ao norte dos Alpes, e Segóvia, na Espanha, estão entre os melhores lugares hoje para apreciar o impacto das novas igrejas maiores na paisagem da cidade, mas existem muitos edifícios individuais, desde a Catedral de Durham, a Catedral de Ely e a Catedral de Nossa Senhora de Tournai até um grande número de igrejas individuais, especialmente no sul da França e na Itália. Em áreas mais prósperas, muitas igrejas românicas sobrevivem cobertas por uma reforma barroca, muito mais fácil de fazer com elas do que uma igreja gótica.
Poucas das grandes pinturas murais que originalmente cobriam a maioria das igrejas sobreviveram em boas condições. O Juízo Final era normalmente mostrado na parede ocidental, com um Cristo em Majestade na semi-cúpula da abside. Extensos ciclos narrativos da Vida de Cristo foram desenvolvidos, e a Bíblia, com o Saltério, tornou-se o foco típico da iluminação, com muito uso de iniciais historiadas. A metalurgia, incluindo a decoração em esmalte, tornou-se muito sofisticada, e muitos santuários espetaculares feitos para guardar relíquias sobreviveram, dos quais o mais conhecido é o Relicário dos Três Reis Magos na Catedral de Colônia por Nicolas de Verdun e outros (ca. 1180-1225).

## Arte Católica Gótica

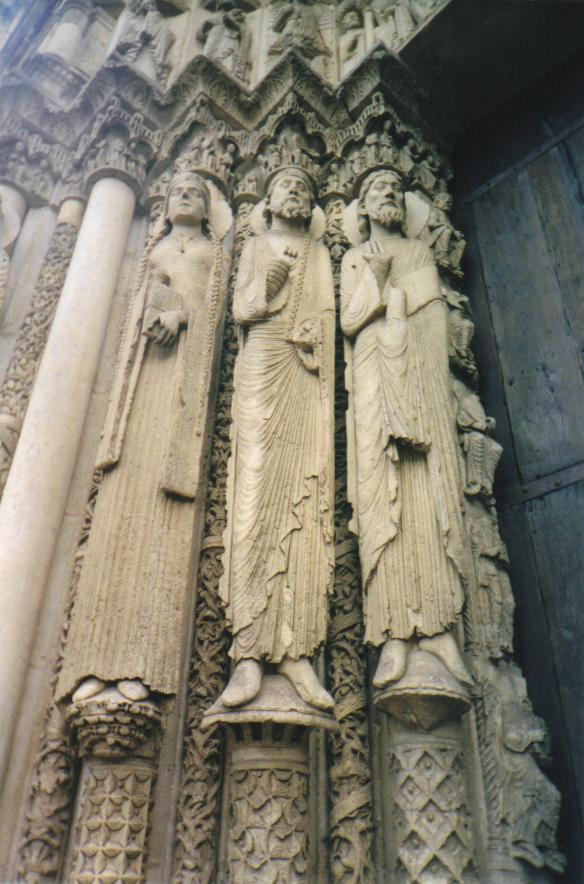
O Portal Ocidental (Real) na Catedral de Chartres (ca. 1145). Estas estátuas arquitetônicas estão entre as primeiras esculturas góticas e foram uma revolução no estilo e o modelo para uma geração de escultores.

A arte gótica surgiu na França em meados do século XII. A Basílica de Saint-Denis, construída pelo Abade Suger de Saint-Denis, foi o primeiro grande edifício em estilo gótico. Novas ordens monásticas, especialmente os cistercienses e cartuxos, foram importantes construtores que desenvolveram estilos distintos que disseminaram por toda a Europa.
Os frades franciscanos construíram igrejas urbanas funcionais com enormes naves abertas para pregar a grandes congregações. No entanto, as variações regionais permaneceram importantes, mesmo quando, no final do século XIV, um estilo universal coerente conhecido como gótico internacional havia evoluído, o que continuou até o final do século XV, e além em muitas áreas. Os principais meios de arte gótica eram a escultura, a pintura em painéis, os vitrais, o afresco e o manuscrito iluminado, embora as imagens religiosas também fossem expressas em trabalhos em metal, tapeçarias e paramentos bordados.
As inovações arquitetônicas do arco pontiagudo e do contraforte voador, permitiram igrejas mais altas, mais leves e com grandes áreas de janelas envidraçadas. A arte gótica fez pleno uso desse novo ambiente, contando uma história narrativa através de imagens, esculturas, vitrais e arquitetura em ascensão. A Catedral de Chartres é um excelente exemplo disso.

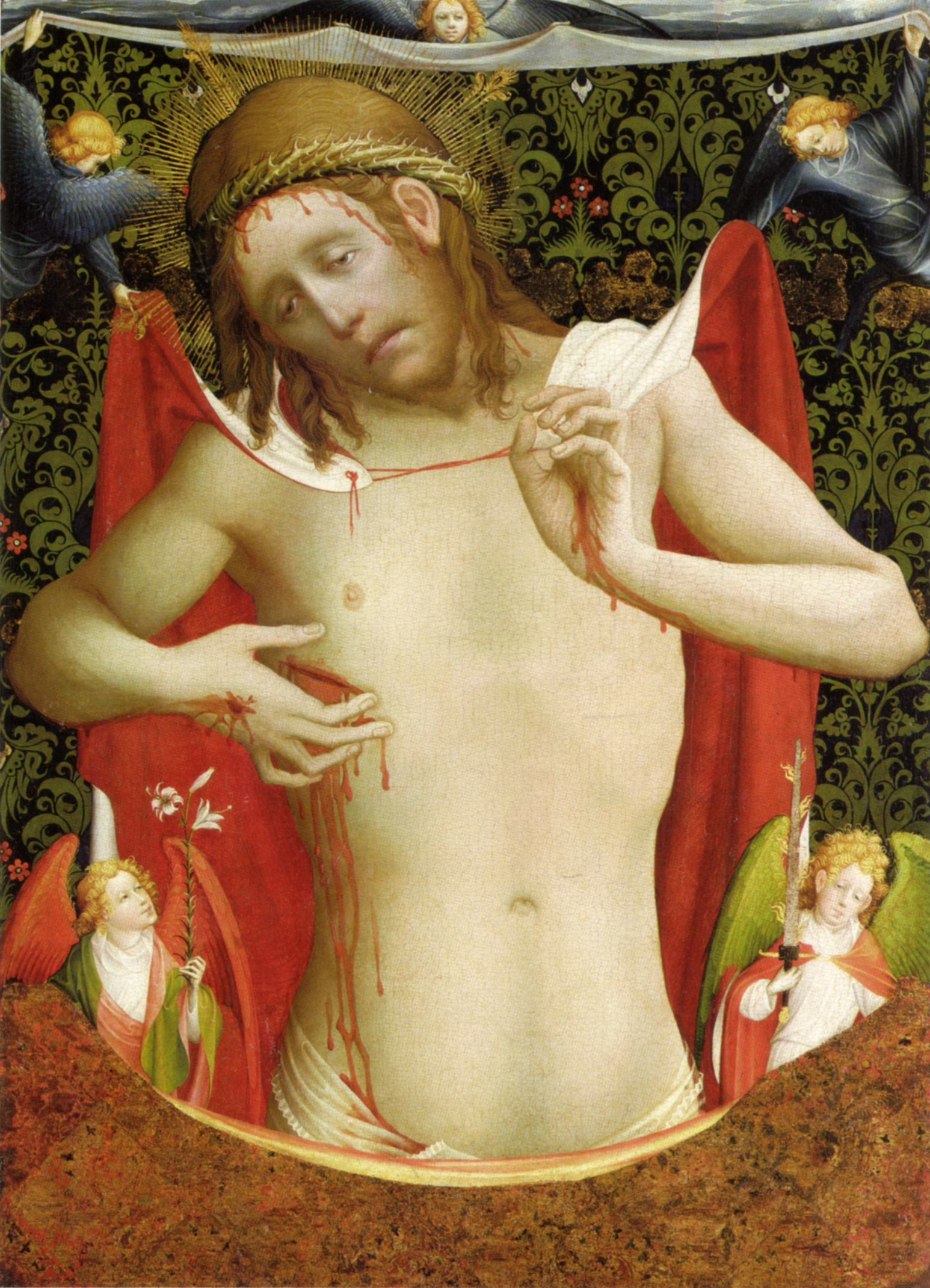
Homem das Dores por Frade Francke, ca. 1435, Kunsthalle de Hamburgo

A arte gótica era muitas vezes de natureza tipológica, refletindo uma crença de que os eventos do Antigo Testamento prefiguravam os do Novo Testamento, e que esse era de fato seu principal significado. Cenas do Antigo e do Novo Testamento foram mostradas lado a lado em obras como o Speculum Humanae Salvationis, e a decoração de igrejas. O período gótico coincidiu com um grande ressurgimento da devoção mariana, na qual as artes visuais desempenharam um papel importante. As imagens da Virgem Maria se desenvolveram desde os tipos hieráticos bizantinos, passando pela Coroação da Virgem, até tipos mais humanos e íntimos, e os ciclos da Vida da Virgem foram muito populares.  Artistas como Giotto, Fra Angelico e Pietro Lorenzetti, na Itália, e a pintura holandesa primitiva, trouxeram realismo e uma humanidade mais natural à arte. Os artistas ocidentais, e seus patronos, tornaram-se muito mais confiantes na iconografia inovadora, e muito mais originalidade é vista, embora fórmulas copiadas ainda fossem usadas pela maioria dos artistas. O Livro de Horas foi desenvolvido, principalmente para o usuário leigo capaz de pagá-los – o primeiro exemplo conhecido parece ter sido escrito para uma leiga desconhecida que vivia em uma pequena vila perto de Oxford por volta de 1240 – e agora exemplos reais e aristocráticos se tornaram o tipo de manuscrito mais frequentemente ricamente decorado. A maior parte da arte sacra, incluindo manuscritos iluminados, era agora produzida por artistas leigos, mas o patrono comissionado muitas vezes especificava em detalhes o que a obra deveria conter.
A iconografia foi afetada por mudanças na teologia, com representações da Assunção de Maria ganhando terreno na antiga Morte da Virgem, e em práticas devocionais como a Devotio Moderna, que produziu novos tratamentos de Cristo em temas como o Homem das Dores, Cristo Pensativo e Pietà, que enfatizava seu sofrimento e vulnerabilidade humana, em um movimento paralelo ao das representações da Virgem. Muitas dessas imagens eram agora pequenas pinturas a óleo destinadas à meditação privada e devoção nas casas dos ricos. Mesmo nos Juízos Finais, Cristo era agora geralmente mostrado expondo seu peito para mostrar as feridas de sua Paixão. Os santos eram mostrados com mais frequência, e os retábulos mostravam santos relevantes para a igreja particular ou doador em presença de uma Crucificação ou Virgem e Menino entronizados, ou ocupando o espaço central eles mesmos (isso geralmente para obras projetadas para capelas laterais). Ao longo do período, muitas características iconográficas antigas que se originaram nos apócrifos do Novo Testamento foram gradualmente eliminadas sob pressão clerical, como as parteiras da Natividade, embora outras fossem muito bem estabelecidas e consideradas inofensivas.
Na pintura holandesa primitiva, das cidades mais ricas do norte da Europa, um novo realismo minucioso na pintura a óleo foi combinado com alusões teológicas sutis e complexas, expressas precisamente através dos cenários altamente detalhados das cenas religiosas. O Retábulo de Mérode (década de 1420) de Robert Campin, a Anunciação de Washington e a Madona do Chanceler Rolin (ambos de 1430, por Jan van Eyck) são exemplos.
No século XV, a introdução de gravuras baratas, principalmente em xilogravura, possibilitou até mesmo que os camponeses tivessem imagens devocionais em casa. Essas imagens, minúsculas, muitas vezes de cores cruas, foram vendidas aos milhares, mas agora são extremamente raras, a maioria tendo sido colada em paredes. Lembranças de peregrinações a santuários, como distintivos de barro ou chumbo, medalhas e ampolas estampadas com imagens também eram populares e baratas. A partir de meados do século, os livros de blocos, com texto e imagens recortados como xilogravura, parecem ter sido acessíveis pelos párocos dos Países Baixos, onde eram mais populares. No final do século, livros impressos com ilustrações, ainda em sua maioria sobre assuntos religiosos, estavam rapidamente se tornando acessíveis à próspera classe média, assim como gravuras de alta qualidade de gravadores como Israhel van Meckenem e Mestre E. S..
Para os ricos, pequenas pinturas de painéis, até mesmo polípticos em pintura a óleo, estavam se tornando cada vez mais populares, muitas vezes mostrando retratos de doadores ao lado, embora muitas vezes muito menores do que a Virgem Maria ou santos representados. Estes eram geralmente exibidos em casa.

## Arte Católica no Renascimento

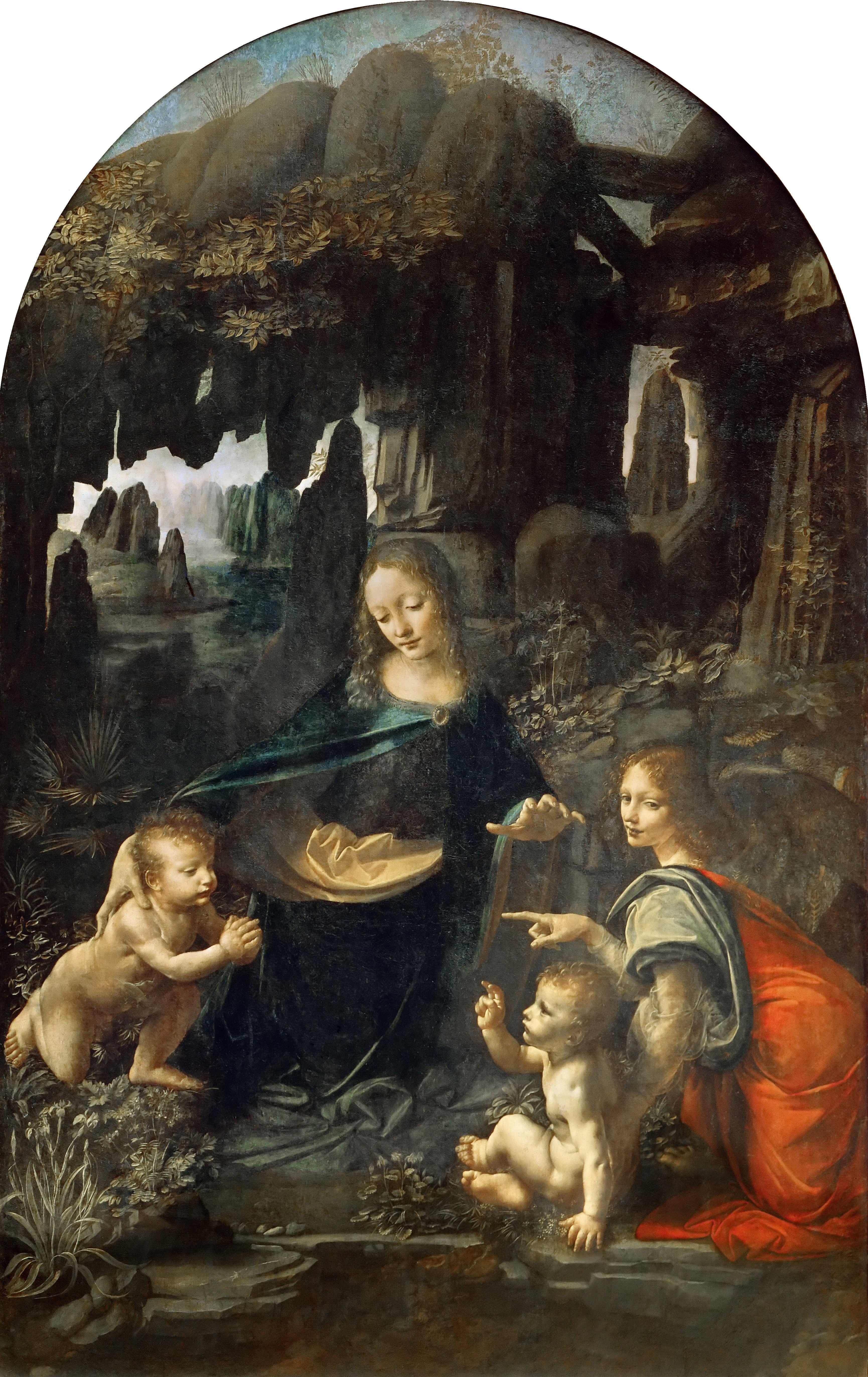
Leonardo Da Vinci - Virgem das Rochas (Louvre)

A arte renascentista, fortemente influenciada pelo "renascimento" do interesse pela arte e cultura da antiguidade clássica, inicialmente continuou as tendências do período anterior sem mudanças fundamentais, mas usando roupas clássicas e cenários arquitetônicos que eram afinal muito apropriados para as cenas do Novo Testamento. No entanto, uma clara perda de intensidade religiosa é aparente em muitas pinturas religiosas do início do Renascimento – os famosos afrescos na Capela Tornabuoni de Domenico Ghirlandaio (1485-1490) parecem mais interessados na representação detalhada de cenas da vida burguesa da cidade do que em seus temas reais, a Vida da Virgem e a de São João Batista, e a Capela dos Magos de Benozzo Gozzoli (1459-1461) é mais uma celebração do status da Casa dos Médici do que uma Adoração dos Magos. Ambos os exemplos (que ainda usavam roupas contemporâneas) vêm de Florença, o coração do início do Renascimento, e o lugar onde o carismático pregador dominicano Savonarola lançou seu ataque ao mundanismo da vida e da arte dos cidadãos, culminando em sua famosa Fogueira das Vaidades em 1497; na verdade, outros pregadores vinham realizando eventos semelhantes há décadas, mas em menor escala. Muitos artistas do início da Renascença, como Fra Angelico e Botticelli eram extremamente devotos, e este último foi um dos muitos que caíram sob a influência de Savonarola.
A breve Alta Renascença (c. 1490-1520) de Leonardo da Vinci, Michelangelo e Rafael transformou a arte católica mais fundamentalmente, rompendo com a antiga iconografia que estava completamente integrada com as convenções teológicas para composições originais que refletiam tanto os imperativos artísticos quanto a influência do humanismo renascentista. Tanto Michelangelo quanto Rafael trabalharam quase exclusivamente para o Papado durante grande parte de suas carreiras, incluindo o ano de 1517, quando Martinho Lutero escreveu suas Noventa e Cinco Teses. A conexão entre os eventos não era apenas cronológica, pois as indulgências que provocaram Lutero ajudaram a financiar o programa artístico papal, como muitos historiadores apontaram
A maioria das imagens do século XV deste período eram imagens religiosas. Isso é evidente, em certo sentido, mas "imagens religiosas" refere-se a mais do que apenas uma certa gama de assuntos; significa que as imagens existiam para atender a fins institucionais. A Igreja encomendou obras de arte por três razões principais: a primeira foi a doutrinação, imagens claras eram capazes de transmitir significado a uma pessoa inculta. A segunda foi a facilidade de recordação, representações de santos e outras figuras religiosas permitem um ponto de contato mental. A terceira é incitar o espanto no coração do espectador, João de Gênova acreditava que isso era mais fácil de fazer com imagem do que com palavras. Considerando esses três princípios, pode-se supor que o ouro foi usado para inspirar admiração na mente e no coração de quem vê, onde mais tarde, durante a Reforma Protestante, a capacidade de render ouro através do uso de pigmentos simples exibiu a habilidade de um artista de uma maneira que a aplicação de folha de ouro em um painel não exige
A Reforma Protestante foi um holocausto de arte em muitas partes da Europa. Embora o luteranismo estivesse preparado para conviver com muita arte católica existente, desde que não se tornasse um foco de devoção, as visões mais radicais de Calvino, Zwingli e outros viam imagens religiosas públicas de qualquer tipo como idolatria, e a arte era sistematicamente destruída em áreas onde seus seguidores dominavam. Esse processo destrutivo continuou até meados do século XVII, como guerras religiosas trouxeram períodos de controle protestante iconoclasta sobre grande parte do continente. Na Inglaterra e na Escócia, a destruição da arte sacra, mais intensa durante a Comunidade da Inglaterra, foi especialmente pesada. Algumas esculturas de pedra, manuscritos iluminados e vitrais (caros para substituir) sobreviveram, mas dos milhares de obras de arte pintada e esculpida em madeira de alta qualidade produzidas na Grã-Bretanha medieval, praticamente nenhuma permaneceu.
O Saque de Roma (1527) pelo imperador católico Carlos V do Sacro Império Romano-Germânico e suas tropas mercenárias, em grande parte protestantes, foi enormemente destrutivo tanto da arte quanto dos artistas, muitos dos quais os registros biográficos terminam abruptamente. Outros artistas conseguiram escapar para diferentes partes da Itália, muitas vezes encontrando dificuldade em retomar suas carreiras.
Artistas italianos, com exceções como Girolamo da Treviso, parecem ter tido pouca atração pelo protestantismo. Na Alemanha, no entanto, as principais figuras como Albrecht Dürer e seus alunos, Lucas Cranach, o Velho, Albrecht Altdorfer e a Escola do Danúbio, e Hans Holbein, o Jovem, todos seguiram os reformadores. O desenvolvimento da pintura religiosa alemã havia parado abruptamente por volta de 1540, embora muitas gravuras e ilustrações de livros, especialmente de assuntos do Antigo Testamento, continuassem a serem produzidas.

## Concílio de Trento
A pintura italiana depois de 1520, com a notável exceção da arte de Veneza, desenvolveu-se no Maneirismo, um estilo altamente sofisticado, que buscava efeito, que atraiu a preocupação de muitos eclesiásticos de que não tinha apelo para a massa da população.
A pressão da Igreja para restringir o imaginário religioso afetou a arte a partir da década de 1530 e resultou nos decretos da sessão final do Concílio de Trento em 1563, incluindo passagens curtas e bastante inexplícitas sobre imagens religiosas, que teriam grande impacto no desenvolvimento da arte católica. Concílios anteriores da Igreja Católica raramente sentiram a necessidade de se pronunciar sobre esses assuntos, ao contrário dos ortodoxos que muitas vezes se pronunciaram sobre tipos específicos de imagens.
O decreto confirmou a doutrina tradicional de que as imagens representavam apenas a pessoa representada, e que a veneração a elas era feita à própria pessoa, não à imagem, e ainda instruiu que:
- - ... toda superstição será removida ... toda lascívia deve ser evitada; de tal modo que as figuras não sejam pintadas ou adornadas com uma beleza excitante para a luxúria... não se vê nada que seja desordenado, ou que seja infeliz ou confusamente arranjado, nada que seja profano, nada indecoroso, visto que a santidade se torna a casa de Deus. E que estas coisas sejam as mais fielmente observadas, ordena o santo Sínodo, que ninguém seja autorizado a colocar, ou fazer colocar, qualquer imagem incomum, em qualquer lugar, ou igreja, por mais isenta que seja, exceto aquela imagem que tenha sido aprovada pelo bispo...[13].

## Arte Católica Barroca

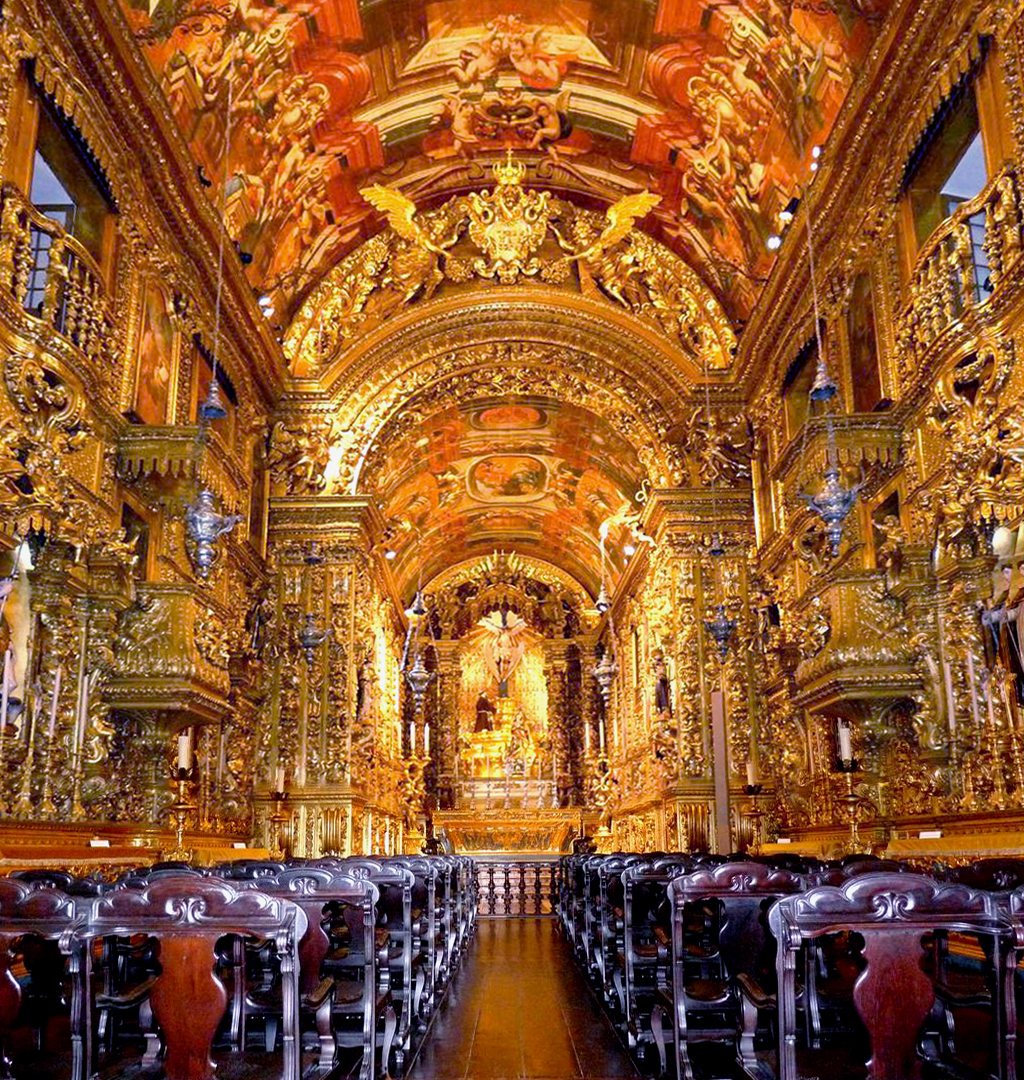
Igreja da Ordem Terceira de São Francisco da Penitência, Rio de Janeiro

A arte barroca, que se desenvolveu ao longo das décadas que se seguiram ao Concílio de Trento, embora a extensão em que isso foi uma influência sobre ela seja uma questão de debate, certamente atendeu à maioria das exigências do concílio, especialmente nas fases anteriores e mais simples associadas aos Carracci e Caravaggio, que, no entanto, encontraram oposição clerical sobre o realismo de suas figuras sagradas.
Os sujeitos foram mostrados de forma direta e dramática, com relativamente poucas alusões abstrusas. A escolha dos temas foi ampliada consideravelmente, à medida que os artistas barrocos se deliciavam em encontrar novos episódios bíblicos e momentos dramáticos da vida dos santos. À medida que o movimento continuava no século XVII, a simplicidade e o realismo tendiam a diminuir, mais lentamente na Espanha e na França, mas o drama permaneceu, produzido pela representação de momentos extremos, movimento dramático, cor e iluminação de chiaroscuro e, se necessário, hospedeiros de querubins agitados e nuvens giratórias, tudo destinado a sobrecarregar o adorador. Arquitetura e escultura voltadas para os mesmos efeitos; Bernini (1598-1680) sintetiza o estilo barroco nessas artes. A arte barroca se espalhou pela Europa católica e pelas missões ultramarinas da Ásia e das Américas, promovidas pelos jesuítas e franciscanos, com destaque para a pintura e/ou escultura da Escola de Quito, da Escola de Cuzco e da Escola Chilote de Imagens Religiosas.
Novos temas icônicos popularizados no período barroco incluíram o Sagrado Coração de Jesus e a Imaculada Conceição de Maria; a iconografia definitiva para este último parece ter sido estabelecida pelo mestre e então sogro de Diego Velázquez, o pintor e teórico Francisco Pacheco del Río, a quem a Inquisição de Sevilha também contratou a aprovação de novas imagens. A Assunção de Maria tornou-se um assunto muito comum, e (apesar de um Caravaggio do assunto) a Morte da Virgem tornou-se quase extinta na arte católica; Molanus e outros escreveram contra.

## Arte Católica no Século XVIII

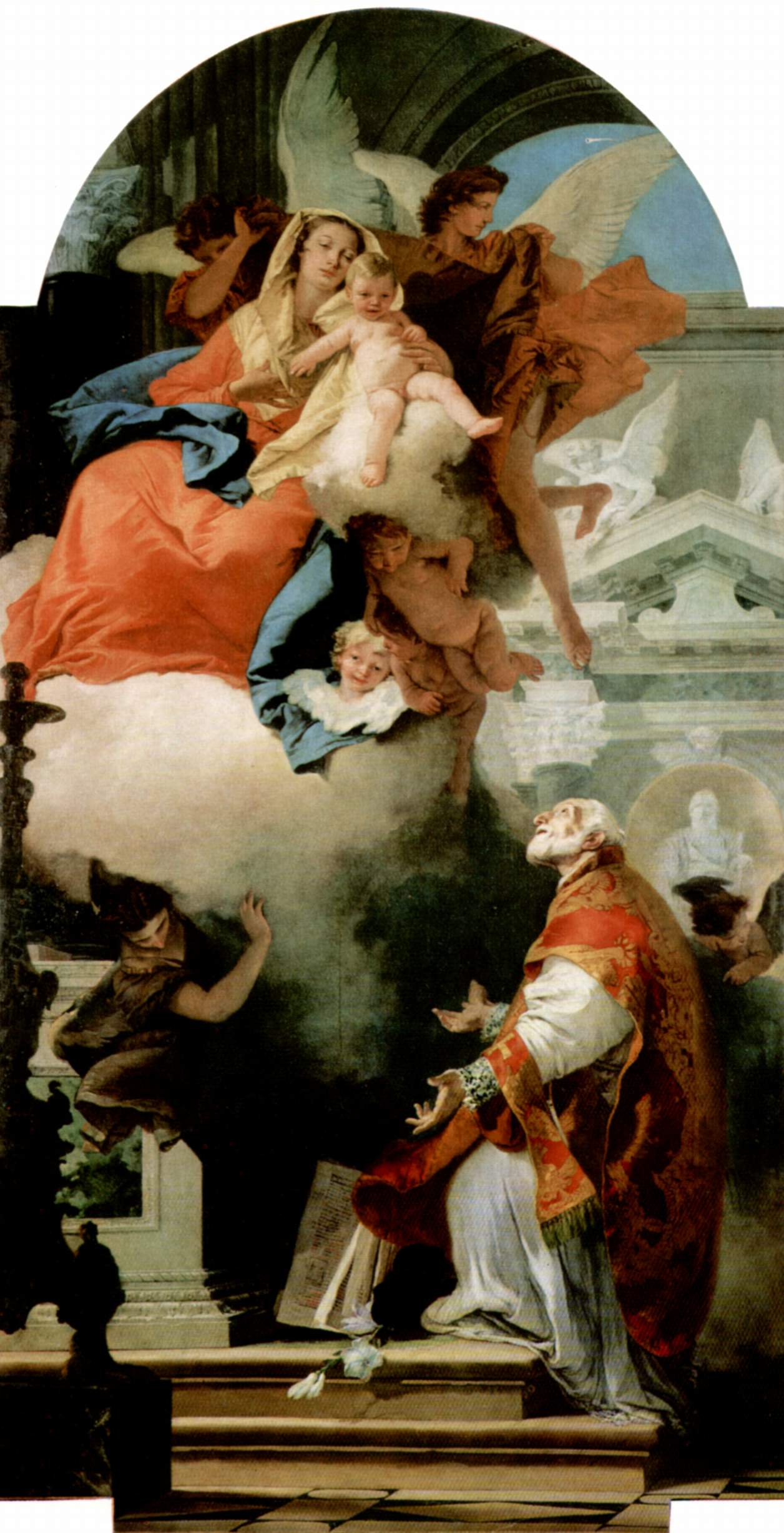
Giovanni Battista Tiepolo - Madona e o Menino Jesus com São Filipe Néri

No século XVIII, o barroco secular desenvolveu-se no estilo rococó ainda mais extravagante, mas mais leve, que era difícil de adaptar a temas religiosos, embora Gianbattista Tiepolo fosse capaz de fazê-lo. No final do século houve uma reação, especialmente na arquitetura, contra o barroco, e um retorno às formas clássicas e palladianas mais austeras.
A essa altura, a taxa de produção de arte sacra estava visivelmente desacelerando. Depois de uma onda de construções e reconstruções no período barroco, os países católicos estavam claramente superlotados de igrejas, mosteiros e conventos, no caso de alguns lugares como Nápoles, quase absurdamente. A Igreja era agora menos importante como patrono do que a realeza e a aristocracia, e a demanda da classe média por arte, principalmente secular, estava aumentando rapidamente. Os artistas poderiam agora ter uma carreira de sucesso pintando retratos, paisagens, naturezas-mortas ou outras especialidades de gênero, sem nunca pintar um assunto religioso – algo até então incomum nos países católicos, embora por muito tempo a norma nos protestantes.
O número de vendas de pinturas, trabalhos em metal e outros acessórios de igreja para colecionadores privados aumentou durante o século, especialmente na Itália, onde o Grand Tour deu origem a redes de negociantes e agentes. A Virgem das Rochas, de Leonardo da Vinci, foi vendida ao artista e negociante escocês Gavin Hamilton pela igreja de Milão para a qual foi pintada por volta de 1781; a versão no Louvre parece ter sido aparentemente desviada da mesma igreja três séculos antes pelo próprio Leonardo, para chegar ao rei da França.
As guerras que se seguiram à Revolução Francesa viram grandes quantidades da melhor arte, pinturas em particular, cuidadosamente selecionadas para apropriação pelos exércitos franceses ou pelos regimes seculares que se estabeleceram. Muitos foram enviados a Paris para o Louvre (alguns para eventualmente serem devolvidos, outros não) ou museus locais estabelecidos pelos franceses, como o Pinacoteca de Brera, em Milão. Supressão dos mosteiros, que estava em curso há décadas sob déspotas católicos iluminados do Antigo Regime,  intensificou-se consideravelmente. Em 1830, grande parte da melhor arte religiosa católica estava em exibição pública em museus, como tem sido o caso desde então. Isso, sem dúvida, ampliou o acesso a muitas obras e promoveu a conscientização pública sobre a herança da arte católica, mas a um custo, já que os objetos passaram a ser considerados como de significado principalmente artístico e não religioso, e foram vistos fora de seu contexto original e do cenário para o qual foram projetados.

## Arte Católica nos Séculos XIX e XX
O século XIX viu um repúdio generalizado por parte das igrejas católicas e protestantes ao classicismo, que foi associado à Revolução Francesa e ao secularismo iluminista. Isso levou ao Renascimento Gótico, um retorno às formas de influência gótica na arquitetura, escultura e pintura, liderados por pessoas como Augustus Pugin, na Inglaterra, e Eugène Viollet-le-Duc, na França.
Em todo o mundo, milhares de igrejas góticas e catedrais foram produzidas em uma nova onda de construção de igrejas, e o estilo Gótico Colegial tornou-se a norma para outras instituições da igreja. Igrejas góticas medievais, especialmente na Inglaterra e na França, foram restauradas, muitas vezes com muita força. Na pintura, atitudes semelhantes levaram ao movimento nazareno alemão e aos pré-rafaelitas ingleses. Ambos os movimentos abraçaram membros católicos e protestantes, mas incluiu alguns artistas que se converteram ao catolicismo.
Fora desses e de outros movimentos semelhantes, o mundo da arte do establishment produziu muito menos pintura religiosa do que em qualquer época desde o Império Romano, embora muitos tipos de arte aplicada para acessórios de igrejas no estilo gótico tenham sido feitos. A arte popular católica comercial floresceu usando técnicas mais baratas para reprodução em massa. A litografia colorida tornou possível reproduzir imagens coloridas de forma barata, levando a uma circulação muito mais ampla de cartões sagrados. Grande parte desta arte continuou a usar versões diluídas de estilos barrocos. O Imaculado Coração de Maria foi um novo tema do século XIX, e novas aparições marianas em Lourdes e em Fátima, bem como novos santos, proporcionaram novos temas para a arte.
Os arquitetos começaram a reviver outros estilos cristãos anteriores e a experimentar novos, produzindo resultados como o Basílica de Sacré Cœur, em Paris, a Templo Expiatório da Sagrada Família, em Barcelona, e a Catedral de Westminster, de influência bizantina, em Londres. O século XX levou à adoção de estilos modernistas de arquitetura e arte. Este movimento rejeitou as formas tradicionais em favor de formas utilitárias com um mínimo de decoração. Tal arte que havia evitava o naturalismo e as qualidades humanas, privilegiando formas estilizadas e abstratas. Exemplos de modernismo incluem a Catedral Metropolitana de Liverpool de Cristo Rei e a Catedral de Los Angeles.